# Peter Hendrik van Lonkhuyzen
Peter Hendrik van Lonkhuyzen (Heteren, 11 januari 1887 – Harderwijk, 24 maart 1944) was een Nederlands architect, die actief was begin twintigste eeuw.

## Creaties
Rond 1910:
- Het voormalige Christelijke Tehuis voor Militairen in Harderwijk (i.s.m. architect Kool).

Rond 1915:
- Woonhuis met boerderij te Wageningen

Rond 1920:
- Tweeëndertig stadsboerderijtjes in de Harderwijkse wijk 'Het Nachthok'.
- Het voormalige Christelijk Lyceum (nu Christelijk College Nassau-Veluwe) in Harderwijk.
- Het Huis te Leuvenum in Leuvenum.
- Acht Middenstandswoningen aan de Gramsbergerweg in Hardenberg in opdracht van het stadsbestuur (aanbesteding 13 oktober 1922).

Rond 1930:
- De Plantagekerk in Harderwijk.